# بن ۱۰: ازدحام بیگانه
بن ۱۰: ازدحام بیگانه (به انگلیسی: Ben 10: Alien Swarm) فیلمی در ژانر ابرقهرمانی، خانوادگی، ماجراجویی و علمی تخیلی به کارگردانی الکس وینتر محصول کشور آمریکا است که در سال ۲۰۰۹ منتشر شد. این فیلم به نوعی ادامه فیلم سینمایی بن ۱۰: مسابقه با زمان است. این فیلم موفق شده‌است امتیاز ۴٫۸ را از وب‌سایت معتبر نمره‌دهی IMDb کسب کند. در این فیلم بازیگرانی همچون رایان کلی، گالادریل استاینمن، آلیسا دیاز، هربرت سیگوئنزا و بری کوربین به ایفای نقش پرداخته‌اند.

## خلاصه داستان
«بن» برخلاف دستور پدربزرگش با دختر دشمن قدیمیشان همکاری می‌کند تا از هجوم بیگانگان به زمین جلوگیری کند اما…